# Ketén
A ketén, szisztematikus nevén etenon szerves vegyület, összegképlete C2H2O vagy H2C=C=O, a ketének legegyszerűbb tagja. Az etinol tautomerje.

## Tulajdonságai
A ketén szabványos nyomáson és hőmérsékleten színtelen, csípős, irritáló szagú gáz. Oldódik acetonban, etanolban, dietil-éterben, aromás oldószerekben és halogénezett szénhidrogénekben.

## Előállítása
Laboratóriumi előállítása acetongőzök pirolízisével történhet.

## Reakciói
A ketén nagyon reakcióképes, nukleofilekkel acetilcsoport keletkezése közben hajlamos reagálni. Ecetsavval például ecetsavandhirid képződése közben reagál. Vízzel is reakcióba lép, ekkor ecetsav keletkezik.
A ketén – 2+2 fotocikloaddíciós reakcióban – önmagával is reagál, ekkor egy gyűrűs dimer, diketén keletkezik. Emiatt nem szabad hosszú ideig tárolni.[forrás?]

## Veszélyek
Embernél a nagyobb koncentrációnak való kitettség különböző testrészek – szem, orr, torok és tüdő – irritációját okozza. Az egereken, patkányokon, tengerimalacokon és nyulakon végzett kiterjedt toxikológiai vizsgálatok alapján már 10 percig tartó, 0,2 mg/liter (116 ppm) koncentrációjú frissen előállított keténnek való kitettség is nagy arányban kis állatok halálát okozza. A ketén így hasonlóan mérgező, mint a foszgén (0,2–20 mg/liter) és hidrogén-cianid (0,2–0,5 mg/liter). A halál oka tüdőödéma, ami a foszgénmérgezéshez hasonlít, ám annál sokkal gyorsabban bekövetkezik.

## Fordítás
Ez a szócikk részben vagy egészben  az   Ethenone című angol Wikipédia-szócikk ezen változatának fordításán alapul.  Az eredeti cikk szerkesztőit annak laptörténete sorolja fel. Ez a jelzés csupán a megfogalmazás eredetét és a szerzői jogokat jelzi, nem szolgál a cikkben szereplő információk forrásmegjelöléseként.